# Domenico de Roberto
Domenico de Roberto (Sieti, 19 novembre 1849 – Napoli, 20 febbraio 1911) è stato un avvocato, giurista, politico e professore universitario italiano.

## Biografia

### Vita privata
Figlio di Pietro, possidente terriero, e Felicia Fortunato, dopo aver condotto gli studi liceali presso il Seminario Arcivescovile di Salerno sotto la guida dei professori Francesco ed Alfonso Linguiti nonché del Canonico Giuseppe De Caro, si laureò a Napoli, il 15 dicembre 1871, in giurisprudenza, quando Rettore della Regia Università di Napoli era Luigi Settembrini.
Fu discepolo, nonché genero, del Prof. Avv. Francesco Saverio Correra, il quale gli concedette in sposa la propria figlia Concetta, con la quale ebbe cinque figli: Pietro, Francesco Saverio, Maria Luisa, Giuseppe e Mario.
Dopo la morte prematura dell'amata consorte Concetta, si sposò in seconde nozze con la Baronessa Elena Fortunato, anch'essa originaria del proprio paese natio Sieti, con la quale ebbe altre due figlie: Concetta ed Eufemia.
Morì di diabete all'età di 62 anni.

### Ambito professionale

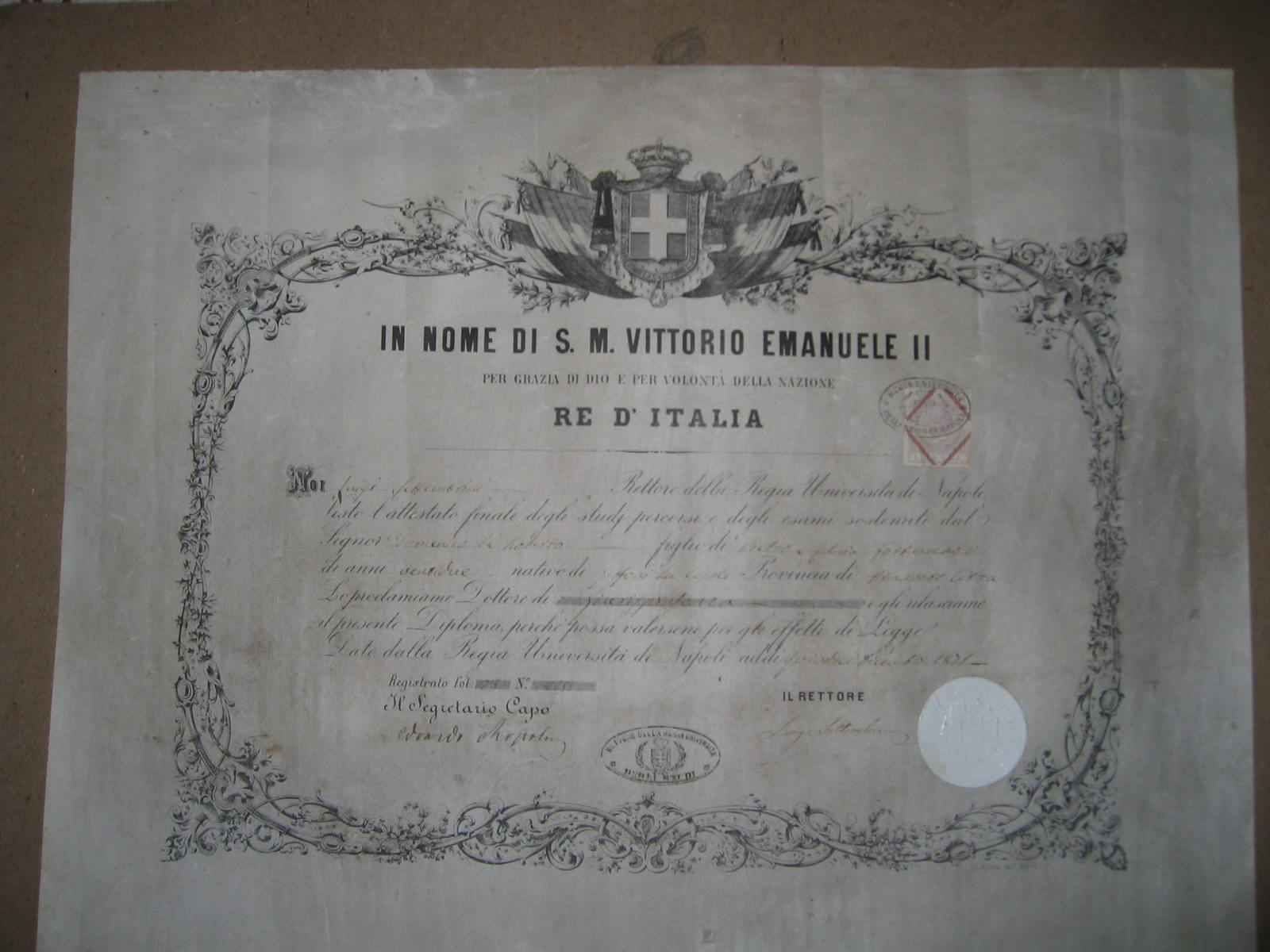
Pergamena di laurea di Domenico de Roberto a firma di Luigi Settembrini

Agli albori della sua carriera forense, subito dopo la laurea, entrò a far parte del gruppo di lavoro del Commendator Francesco Girardi, colonna portante e sommo nume tutelare di Diritto Penale a Napoli; in seguito, però, passò nel celeberrimo studio del Prof. Avv. Francesco Saverio Correra, ove eccelse, tanto al fianco del suocero, quanto autonomamente nell' “avvocheria civile" nel proprio studio del "Cavone", vicino a Piazza Dante.
Insegnò lungamente nella Regia Università di Napoli Diritto Romano, seguendo le orme del proprio maestro, Prof. Nicola De Crescenzio, di cui aveva frequentato i corsi privati a Napoli.
Nominato Consultore di Stato, esperienza che il suocero Correra aveva vissuto per ben due volte - sotto i Borboni, quindi sotto Vittorio Emanuele II - fu chiamato, a soli trentotto anni, nel 1887, dal Ministro di grazia e giustizia, Giuseppe Zanardelli, a partecipare alla Riforma dei Codici, che vide la luce nel 1890.
Nel 1936, su iniziativa degli allievi, gli avvocati Attilio Sica ed Arnaldo Lucci, nonché dell'On. Avv. Nicola Sansanelli, si ubicò nel Salone dei Busti di Castel Capuano, un busto alla sua memoria, ad opera dello scultore Francesco Jerace.

L'orazione commemorativa fu pronunciata dal Senatore Avv. Alfredo De Marsico.

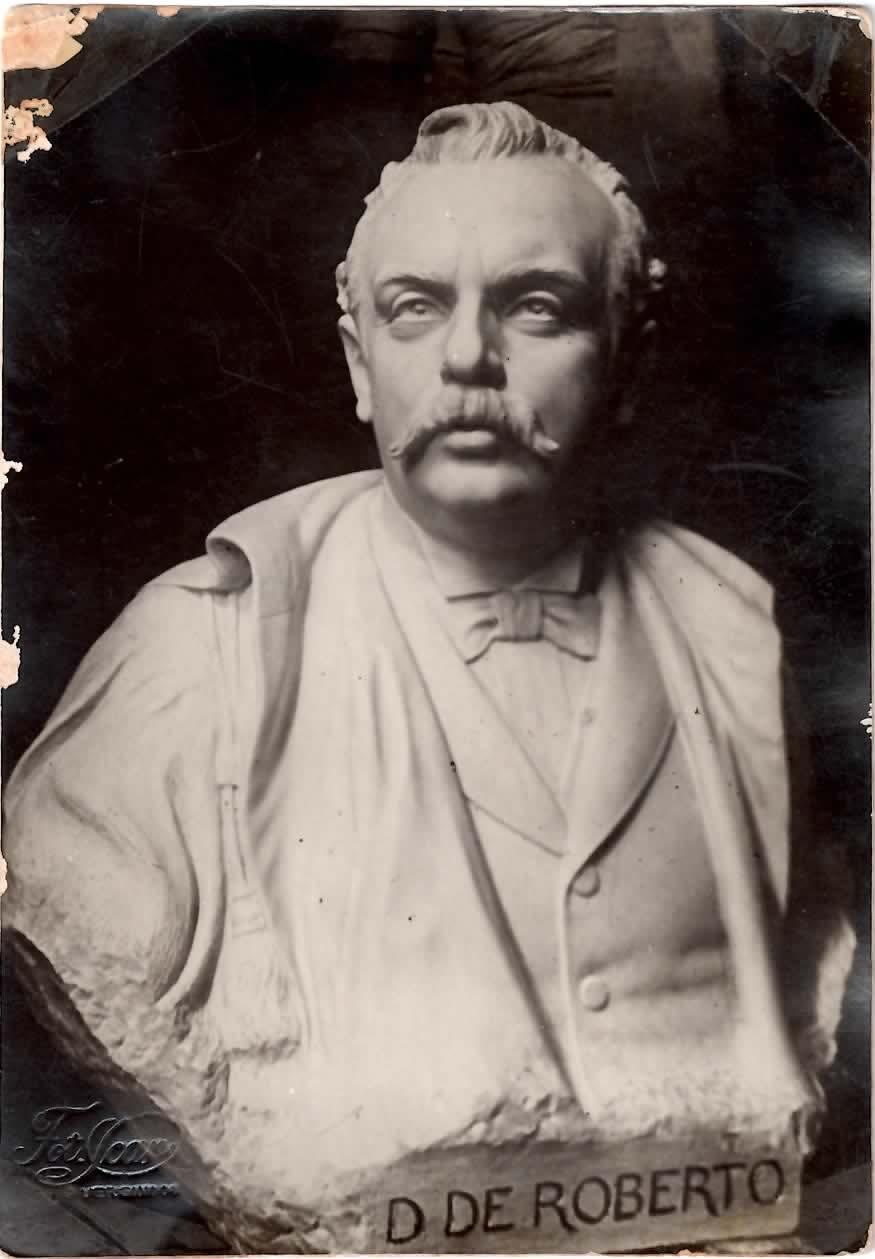
Busto di Domenico de Roberto sito nel Salone di Busti di Castel Capuano, Napoli.

### Ambito politico
Fu assessore, vicesindaco di Napoli ma anche delegato del Municipio al Consiglio Generale del Banco di Napoli: il Comune di Napoli lo ha onorato, dopo la sua morte, intestandogli una strada.
Inoltre, nel tentativo fallito di salire al seggio parlamentare, celebre fu un suo discorso che tenne agli elettori del Collegio di Montecorvino Rovella in data 5 gennaio 1893: detto comizio elettorale è oggi conservato presso la Biblioteca di Storia Moderna e Contemporanea di Roma nonché presso la Biblioteca Comunale di Sieti, a mezzo della pubblicazione del quotidiano "Il Vessillo" datato 6 gennaio 1893.
Poneva, altresì, attenta cura nella gestione della Congrega dei Pellegrini, della quale fu anche Presidente per molti anni, e nella direzione dell'Ospedale degli Incurabili, di cui fu Governatore.

## Produzione e pubblicazioni

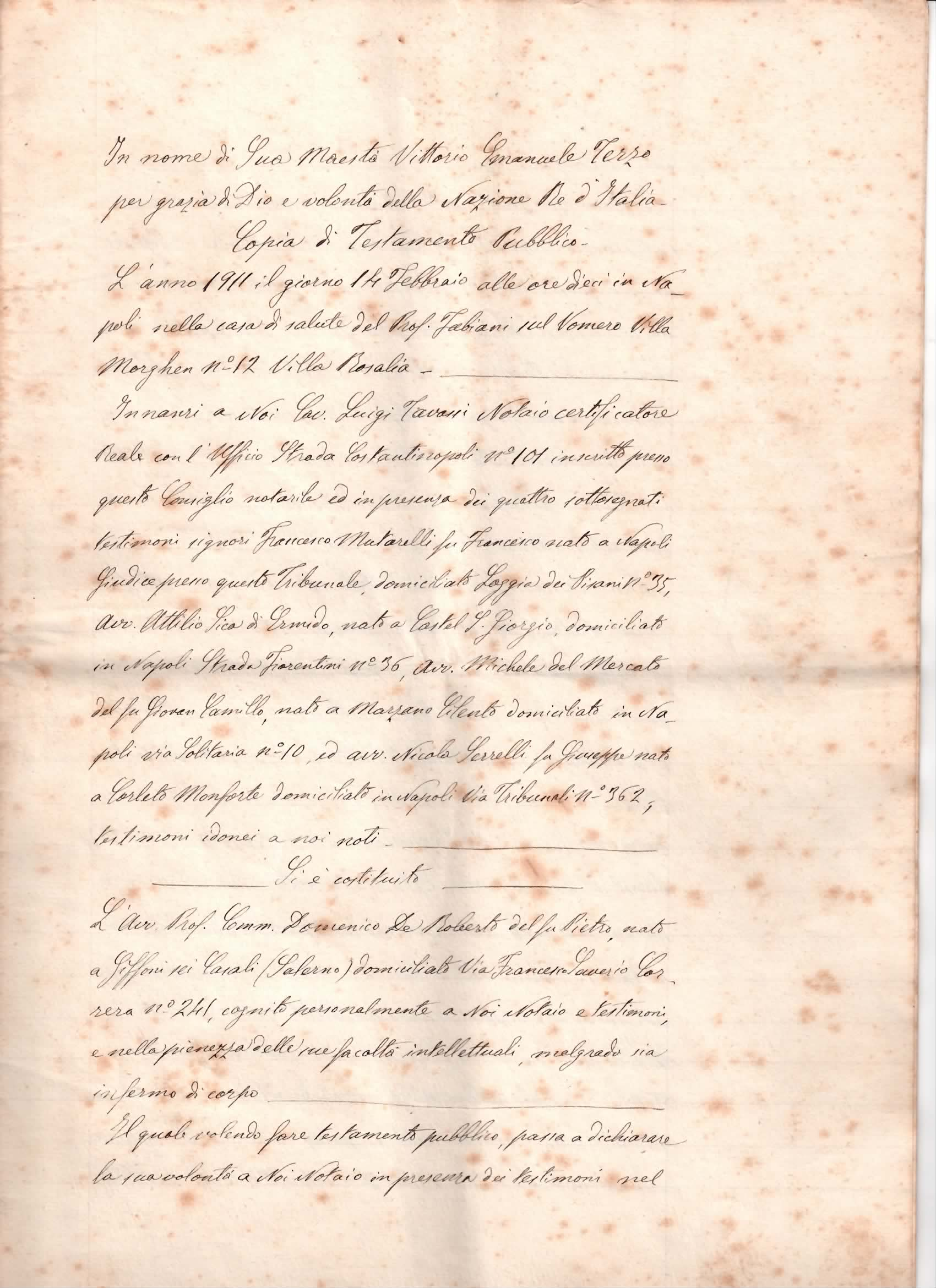
Testamento di Domenico de Roberto

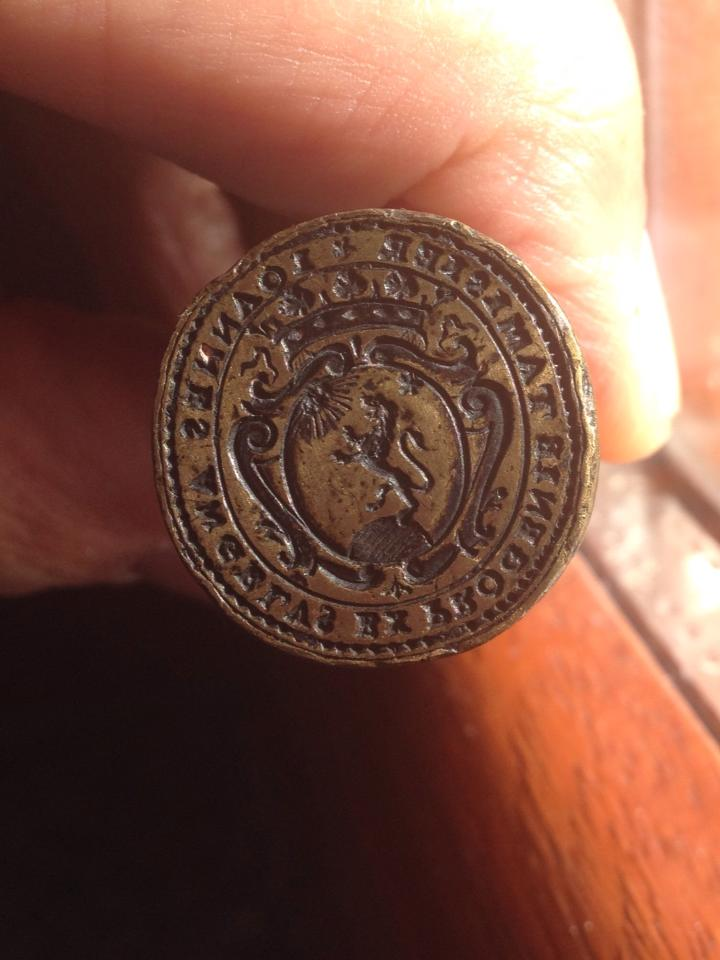
Sigillo con stemma della famiglia de Roberto.

- Il testamento del Prof. Avv. Domenico de Roberto

Nella mente e nell'animo dei propri discendenti, nonché dei propri discepoli, restano scolpite le seguenti parole, estratte dal testamento del Prof. Avv. Domenico de Roberto:
« I miei cari figliuoli sanno a quali oneste ed assidue fatiche sia dovuto il nome onorato che a loro lascio, ed il patrimonio formatomi con l'esercizio della avvocheria civile. Pensino solamente a custodire l'onorabilità del nome ed a non sperperare il frutto del mio lavoro. Educhino i loro discendenti alla scuola dell'onestà della vita e l'indirizzino all'esercizio delle professioni che nobilitano le persone e le rendono utili alla società ed a loro stesse. »
Detto testamento è un esempio di maestria in diritto romano ed assimilabile, ad oggi, all'istituto del trust , di matrice di common law.
- Dell'arbitrium litis aestimandae, Napoli, 1881.
- La dote di paraggio del diritto patrio, Laterza Editore, Bari, 1897.
- Sorgente degli Uberti contro Castiglione Morelli, 18 febbraio 1876, I Sezione Corte Appello di Napoli.
- Comune di Napoli contro Acquedotto del Serino, I Sezione Corte Appello di Napoli.